# Joris van Son
Joris van Son, né en 1623 à Anvers et mort en 1667 dans la même ville, est un peintre flamand du XVIIe siècle notamment connu pour ses natures mortes.

## Biographie

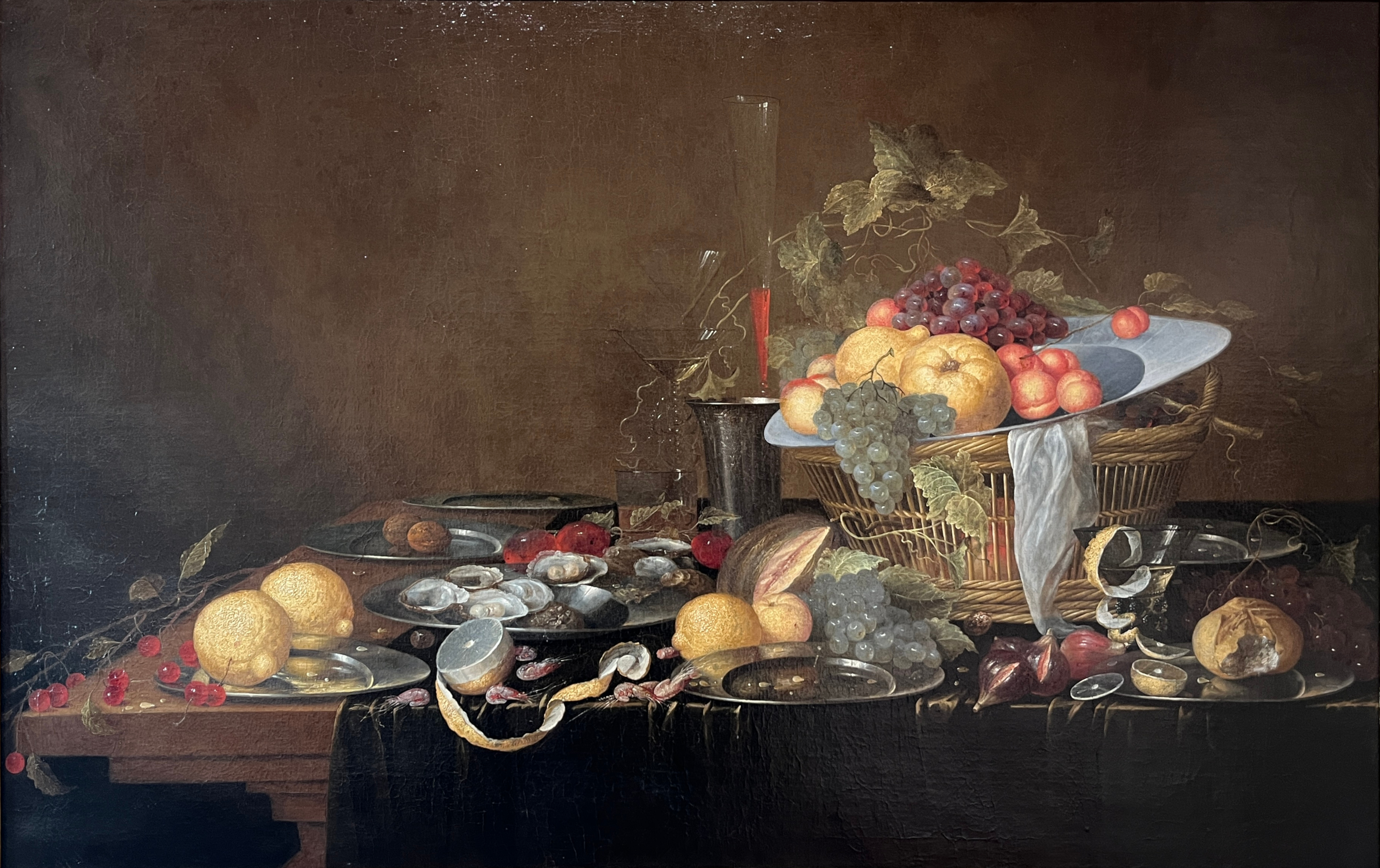
Nature morte aux fruits et aux huîtres, Musée de Brou, Bourg-en-Bresse.